# Campeonato Mundial de Ginástica Artística de 2014 - Salto sobre a mesa masculino
A competição de salto sobre a mesa masculino do Campeonato Mundial de Ginástica Artística de 2014 foi sua final disputada no dia 12 de outubro. A qualificatória que definiu os ginastas finalistas foi disputada em 5 e 6 de outubro.

## Medalhistas
| Ouro   | PRK Ri Se-Gwang    |
| Prata  | UKR Igor Radivilov |
| Bronze | USA Jacob Dalton   |

## Resultados

### Qualificatória
Esses são os resultados da qualificatória.
| Pos. | Ginasta             | Total  | Nota |
| ---- | ------------------- | ------ | ---- |
| 1    | KOR Yang Hak-Seon   | 15,449 | Q    |
| 2    | RUS Denis Ablyazin  | 15,383 | Q    |
| 3    | PRK Ri Se-Gwang     | 15,250 | Q    |
| 4    | UKR Igor Radivilov  | 15,233 | Q    |
| 5    | JPN Kenzo Shirai    | 15,195 | Q    |
| 6    | USA Jacob Dalton    | 15,183 | Q    |
| 7    | HKG Wai Hung Shek   | 15,149 | Q    |
| 8    | BRA Sérgio Sasaki   | 15,078 | Q    |
| 9    | GBR Kristian Thomas | 15,033 | R    |
| 10   | KOR Hansol Kim      | 14,933 | R    |
| 11   | BRA Diego Hypólito  | 14,883 | R    |

- Q - qualificado para a final
- R - reserva

### Final
Esses são os resultados da final.
| Pos. | Ginasta            | Salto 1 | Salto 1 | Salto 1 | Salto 1 | Salto 2 | Salto 2 | Salto 2 | Salto 2 | Total  |
| Pos. | Ginasta            | Nota D  | Nota E  | Pen.    | Total   | Nota D  | Nota E  | Pen.    | Total   | Total  |
| ---- | ------------------ | ------- | ------- | ------- | ------- | ------- | ------- | ------- | ------- | ------ |
|      | PRK Ri Se-Gwang    | 6,400   | 9,233   |         | 15,633  | 6,400   | 9,100   | 0,3     | 15,200  | 15,416 |
|      | UKR Igor Radivilov | 6,000   | 9,200   |         | 15,200  | 6,000   | 9,466   |         | 15,466  | 15,333 |
|      | USA Jacob Dalton   | 6,000   | 9,233   | 0,1     | 15,133  | 6,000   | 9,266   |         | 15,266  | 15,199 |
| 4    | JPN Kenzo Shirai   | 6,000   | 9,058   |         | 15,058  | 5,600   | 9,466   |         | 15,066  | 15,062 |
| 5    | BRA Sérgio Sasaki  | 6,000   | 9,166   | 0,1     | 15,066  | 6,000   | 9,066   | 0,1     | 14,966  | 15,016 |
| 6    | HKG Wai Hung Shek  | 6,000   | 9,166   | 0,1     | 15,066  | 6,000   | 9,033   | 0,1     | 14,933  | 14,999 |
| 7    | KOR Yang Hak-Seon  | 6,400   | 8,166   | 0,1     | 14,466  | 6,400   | 8,066   | 0,1     | 14,366  | 14,416 |
| 8    | RUS Denis Ablyazin | 6,000   | 8,133   |         | 14,133  | 6,200   | 8,000   | 0,1     | 14,100  | 14,116 |